# 30 p.n.e.
| [ Edytuj tabelę ] |                                                                           |
| Król Armenii      | - 30 p.n.e. Artakses II 20 p.n.e.                                         |
| Król Bosporu      | - 47 p.n.e. Asander 17 p.n.e.                                             |
| Cesarz Chin       | - 33 p.n.e. Han Chengdi 7 p.n.e.                                          |
| Władca Egiptu     | - 51 p.n.e. Kleopatra 30 p.n.e. - 44 p.n.e. Ptolemeusz Cezarion 30 p.n.e. |
| Tyran Heraklei    | - 36 p.n.e. Adiatoryks 30 p.n.e.                                          |
| Król Judei        | - 37 p.n.e. Herod Wielki 4 p.n.e.                                         |
| Król Kapadocji    | - 36 p.n.e. Archelaos 17                                                  |
| Król Kommageny    | - 36 p.n.e. Mitrydates II 20 p.n.e. - 30 p.n.e. Antioch II 29 p.n.e.      |
| Władca Korei      | - 37 p.n.e. Tongmyŏng 19 p.n.e.                                           |
| Król Nabatei      | - 59 p.n.e. Malichus I 30 p.n.e. - 30 p.n.e. Obodas III 9 p.n.e.          |
| Król Numidii      | - 30 p.n.e. Juba II 25 p.n.e.                                             |
| Król Paflagonii   | - 36 p.n.e. Dejotar Filadelf 6 p.n.e.                                     |
| Król Partów       | - 37 p.n.e. Fraates IV 3 p.n.e.                                           |
| Król Tracji       | - 31 p.n.e. Kotys VII 18 p.n.e.                                           |

Rok 30 p.n.e.
stulecia: II wiek p.n.e. ~
I wiek p.n.e. ~
I wiek

lata: 40 p.n.e. «
34 p.n.e. «
33 p.n.e. «
32 p.n.e. «
31 p.n.e. «
30 p.n.e. »
29 p.n.e. »
28 p.n.e. »
27 p.n.e. »
26 p.n.e. »
20 p.n.e.

## Wydarzenia
- 3 sierpnia – Oktawian zajął Egipt.
- 12 sierpnia – królowa Egiptu Kleopatra popełniła samobójstwo. Po śmierci Kleopatry Egipt stał się rzymską prowincją.

- Oktawian August oddał Gazę w ręce Heroda Wielkiego.
- Oktawian August powrócił do Rzymu.
- Oktawian August został władcą Imperium Rzymskiego.
- Horacy opublikował Satyry (data sporna lub przybliżona).

## Urodzili się
- Marbod – władca (król) plemienia Markomanów.

## Zmarli
- 12 sierpnia – Kleopatra VII, ostatnia królowa Egiptu z dynastii Ptolemeuszów (ur. 69 p.n.e.)
- 1 sierpnia – Marek Antoniusz, wódz i polityk rzymski (ur. 83 p.n.e.)
- sierpień – Cezarion, syn Juliusza Cezara i Kleopatry (ur. 47 p.n.e.)